# 完全犯罪研究部
『完全犯罪研究部』（かんぜんはんざいけんきゅうぶ）は、講談社ノベルスから出版されている汀こるものの推理小説。イラスト担当は一橋真。

## ストーリー
醍葉学園のオタクと変人が集まる推理小説研究部は、ミステリについて語り合う裏で「完全犯罪によって悪人を始末すること」を目的としている「完全犯罪研究部」でもある。校内外のことに興味本位と危ない正義で、犯罪的手段によって首をつっこむ彼らに由利千早（通称：ゆりっぺ）は弱味を握られながらも、大人として彼らを止めようとする。

## 登場人物
古賀鷹也（こが たかや）
高校二年生。推理小説研究部（ミス研）の部員で、背は高いのだが猫背で、印象に残りづらい顔立ちで茶髪にピアスの少年。東京の姉妹校である陽華学園から転校してきた『謎の転校生』。
無愛想で口数が少なく、ミステリやその他オタクネタに疎い、ミス研では珍しいタイプ。裏の活動では「殺す」役割を望んでいる。言葉遣いは悪いが、成績は上の下で、運動神経も悪くない。「殺す」、「殴る」など暴力的なことを口にすることも多いが、その実、意味もなく簡単に人を傷つけるようなことはしない。しかし、悪意をむけられたり、理由があれば、躊躇することなく暴力的手段に出る。ミス研の中では武闘派。
とある事情で醍葉学園に転校し、一人暮らしをしている。両親と二人の兄がいたが今はほぼ天涯孤独の身。書類上の保護者は立花征樹の秘書の古賀一成で続柄は、義父。よく携帯ゲーム機で数独をしている。
杉野更紗（すぎの さらさ）
高校二年生。推理小説研究部の紅一点。黒髪の美しい容姿をした少女であるが、その性格は身内である部員にすら悪魔と言われるほど。ミス研の中で最も悪意的で、露悪趣味が強く、嘘や演技も得意。少女にしてはやや堅苦しい言葉遣いをし、一人称はボク。通称・杉野二号。
以前は地味な見た目の少女であったが、何者かによって殺された姉である杉野咲良の死をきっかけに彼女の性格や髪型や服装を寸分違わず再現し妹の身体を借りた杉野咲良として立ち振る舞い、姉のクラスをひっかきまわしたり、"被害者"であるため教師が強く出られないことをいいことにやりたい放題している。しかし、両親には一応気を使って、家に帰るときは杉野更紗の格好に戻している。
恋慕故なのか古賀に対して執着めいた言動を見せるが、古賀自身に杉野二号と付き合う気がないのでかなり微妙な関係。
由利千早（ゆり ちはや）
二十六歳の美人化学教師。産休の教師の代わりで、推理小説研究会の顧問をすることになった。通称・ゆりっぺ。
ミス研の実態と目的を知っている数少ない大人であるが、数学教師の藤田と不倫関係であるという弱味を握られている。古賀を除くミス研の部員からは毎回セクハラな発言をされている。ミス研と関わってから、家に盗聴器をしかけられたり、殺されかけたりと不幸な目に遭う。
二巻以降では、教師を辞めた後も何かと完全犯罪研究部に関わっているが、本人はもう関わりたくないと思っている。
佐竹博士（さたけ ひろし）
高校三年生。推理小説研究部部長。細い目をしたどこかお笑い芸人のような顔をした少年であるが、サブカルの知識はかなり豊富で、ミス研の中でも本に対してのこだわりが深い。推薦をとっていたが留年し、古賀たちとともに三年をもう一度やらされている。
杉野二号に好意を寄せており一途であるが、報われる様子がない。
東條雪丸（とうじょう ゆきまる）
高校二年生。推理小説研究部の部員。丸刈りに眼鏡をかけているが、実は体育の成績は３のもやしっ子。
休日は兄やその友達とサバゲーをしておりサバイバル知識に詳しく、見かけによらず料理が得意。どうでもいいことでも長文のメールを送ってくる。杉野二号を少し怖がっている。ミス研の中でも友達想い。家庭環境は円満。三巻では天使ちゃんに惚れ、暴走する。
川崎淳平（かわさき じゅんぺい）
高校一年生。推理小説研究部の部員。学園一背が低い男で、制服を着ていても高校生に見えない。通称・匠（たくみ）。
手先が器用でなんでも作り、科学の知識も豊富で色んな道具を持ち歩いている。作ることが好きであるが、作ったものがどのように使われるかは興味がない。面白ければなんでもいいと思っている。醍葉学園の新七不思議のいくつかは彼が原因で、杉野二号よりも多い。
藤田竜児（ふじた りゅうじ）
三十二歳の数学教師。ゆりっぺの不倫相手で妻子がいるが、妻との仲が悪く、家に居場所がない。
推理小説研究部にあまりいい顔はしておらず、色々な意味で問題のある杉野更紗を嫌っている。
二巻以降では、ゆりっぺの家で同棲し、また、新たに作られたゼロ年代探偵小説研究部の顧問になってしまい、その後弱味を握られてしまう。
杉野咲良（すぎの さくら）
高校三年生。杉野一号。杉野二号の姉で似た容姿をしており、美しい少女だったが何者かに絞殺され、未だ犯人は捕まっていない。
小島真理（こじま まり）
醍葉学園の美人カウンセラー。
姉が殺された杉野二号や、彼女がひっかきまわしている杉野咲良のクラスメイトのカウンセリングを行っている。
葛城小枝（かつらぎ さえ）
中学二年生。少女然とした服装と容姿をしているが、本当は少年。通称・さえぴょん。
女装は母親にさせられているもので、意識しないと一人称は私で、女の子っぽい喋り方をする。
純真であるが杉野二号の最大の敵として立ち塞がる。女装をしているが、心はやはり男の子。
葛城圭一郎（かつらぎ けいいちろう）
高校一年生。小枝の兄。匠のクラスメイト。
父親を殺そうとしているらしい。
立花真樹（たちばな まさき）
高校二年生。美少年。代議士である立花征樹の息子。古賀とは「ご学友」の関係。古賀の以前いた東京の姉妹校である陽華学園の生徒で、知り合い。古賀が敬語で畏まって話す相手。杉野咲良の遺体の第一発見者でもある。
茶髪やピアスなど古賀の外見は彼を真似たもので、かなりリスペクトされている。そのような古賀の行動や面白くない性格を少し煙たがっているようだが、一応助けてくれる。古賀が転校することになった事情を知っている。古賀のことを友達でないと断言しており、名前も覚えておらず、『三号』と呼んでいた。
古賀曰く、死神の眷族。杉野二号をはじめミス研では手に負えない存在。
THANATOSシリーズの登場人物でもある。
天使（てんし）
古賀達と同い年の少女。醍葉学園の生徒ではないが、とあることがきっかけでゼロ年代探偵小説研究部に出入りするようになる。ゆりっぺとは面識がある。また、なぜか杉野二号に合わせて行動する。

## 既刊
- 『完全犯罪研究部』2010年3月4日発行 ISBN 978-4-06-182706-6
- 『動機未ダ不明 完全犯罪研究部』2010年11月2日発行 ISBN 978-4-06-182752-3
- 『少女残酷論 完全犯罪研究部』2012年12月5日発行 ISBN 978-4-06-182853-7

| スタブアイコン | サブスタブ | この項目は、まだ閲覧者の調べものの参照としては役立たない、文学に関連した書きかけの項目です。この項目を加筆・訂正などしてくださる協力者を求めています（P:文学、PJ:ライトノベル）。項目が小説家・作家の場合には{Writer-substub}を、文学作品以外の本・雑誌の場合には{Book-substub}を貼り付けてください。 |